# شركة تأمين متبادل

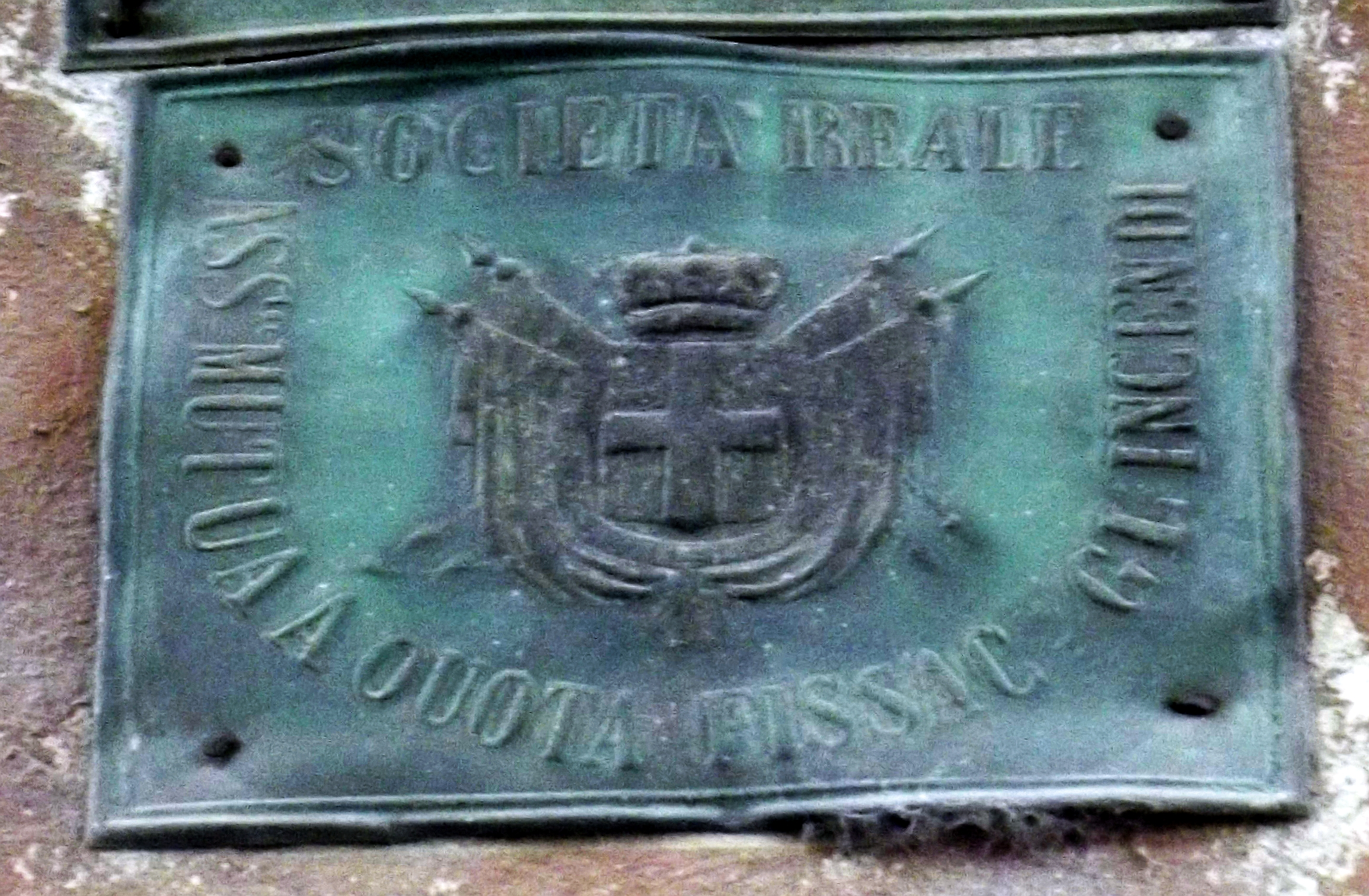

شركة تامين متبادل  في الاقتصاد (بالإنجليزية:Mutual insurance company ) هي شركة تأمين ليست مؤسسة عن طريق مساهمين وإنما يمتلكها بالكامل أصحاب بوالص التأمين. وهي منظمة في هيئة تعاونية مشتركة (متبادلة) وليس فيها مسهمون عاديون. وهي تضمن لأصحاب البوالص حق الاقتراع في مجلس أصحاب بوالص التأمين، الذي ينتخب فيه مثلا مجلس الإدارة أو تغيير مجلس الإدارة ومناقشة نتائج العام الماضي، وخطة العمل خلال العام اللاحق، أو يصوت فيه بشان اقتراح يخص أصحاب البوالص.
- في ألمانيا يسمى «اتحاد التأمين المشترك».

وفي شركة التأمين المشترك توزع الأرباح على أصحاب بوالص التأمين فقط، بعكس حال الشركات المعتادة حيث يوزع جزء من الربح (عادة 10% من الربح) ) على الشركاء بحسب أنصبتهم. في شركة التأمين المتبادل تعود الأرباح الصافية إلى أصحاب بوالص التأمين وتحسب إما كحصة من الربح أو في هيئة خصومات على أقساط التأمين التي يدفعونها شهريا أو سنويا. وعدم مشاركة شركاء استثماريين يجعل من الصعب على مجلس إدارة الشركة زيادة رأس المال بغرض فتح باب جديد للاستثمار.
تاريخيا، بدأت شركات التأمين المتبادل في بلاد متعددة في شكل التضامن المتبادل. ثم تطورت وأصبحت الآن من شركات القطاع العام في الدول، وبذلك تضمن تلك الشركات زيادة حجم رأسمالها واستقرارها.

## اقرأ أيضا
- مصرف توفير مشترك
- سند (ورقة مالية)
- تاريخ الاستحقاق
- الدائن
- المدين
- كمبيالة
- ربح السهم المؤجل
- مؤجل
- مستحقات مؤجلة
- ضمان إضافي
- مردود الاستثمار
- الحد الأدنى للعائد
- نظارة الحسابات
- تخصيص الأموال
- حجم الأعمال (اقتصاد)
- اف ام جلوبال